# Rzeżucha niecierpkowa
Rzeżucha niecierpkowa (Cardamine impatiens L.) – gatunek roślin zielnych z rodziny kapustowatych. Rodzimy obszar występowania to Europa i znaczna część Azji, ale jako gatunek zawleczony rozprzestrzenił się także w Ameryce Północnej (USA, Kanada) i Afryce Południowej.

## Morfologia

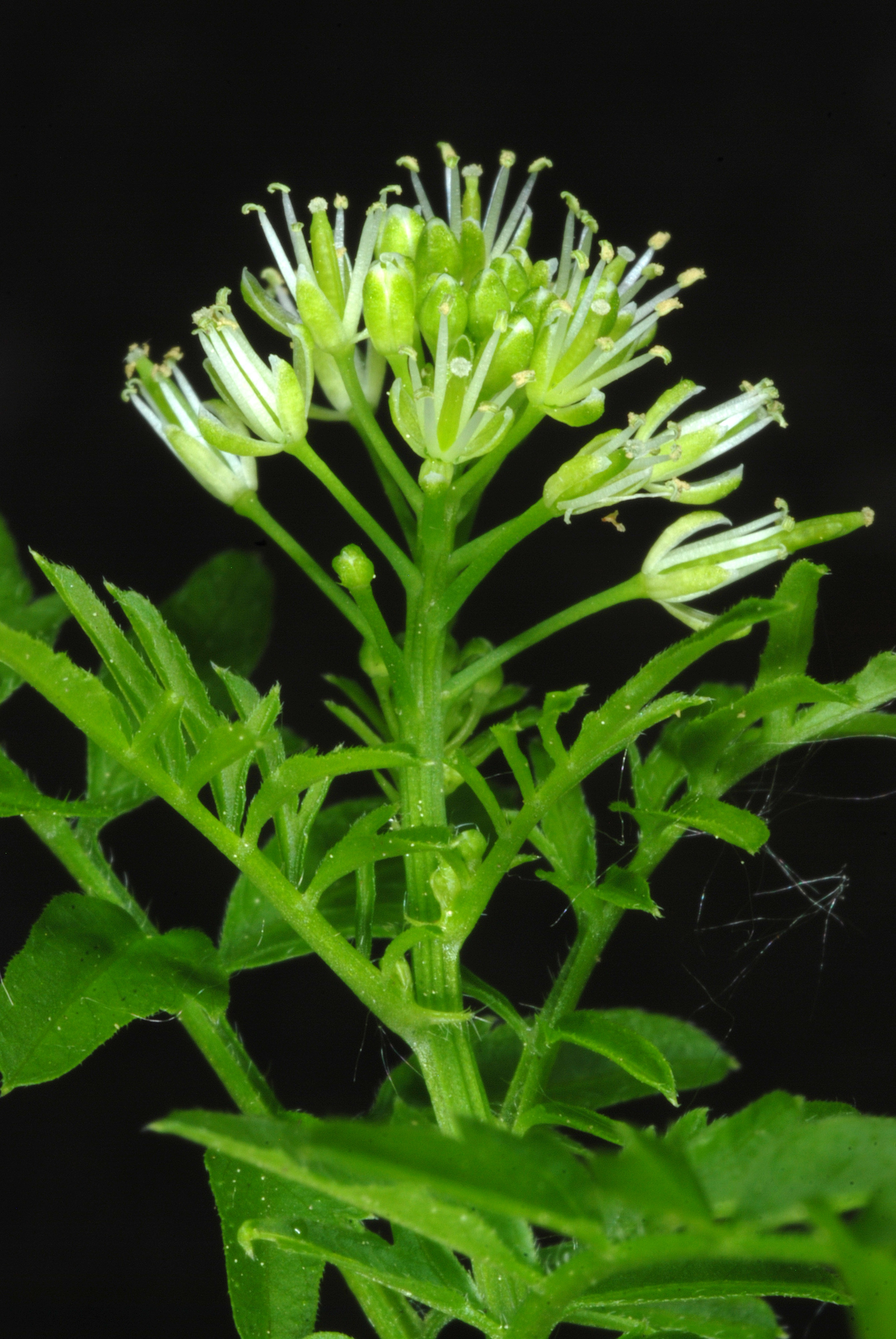
Kwiaty

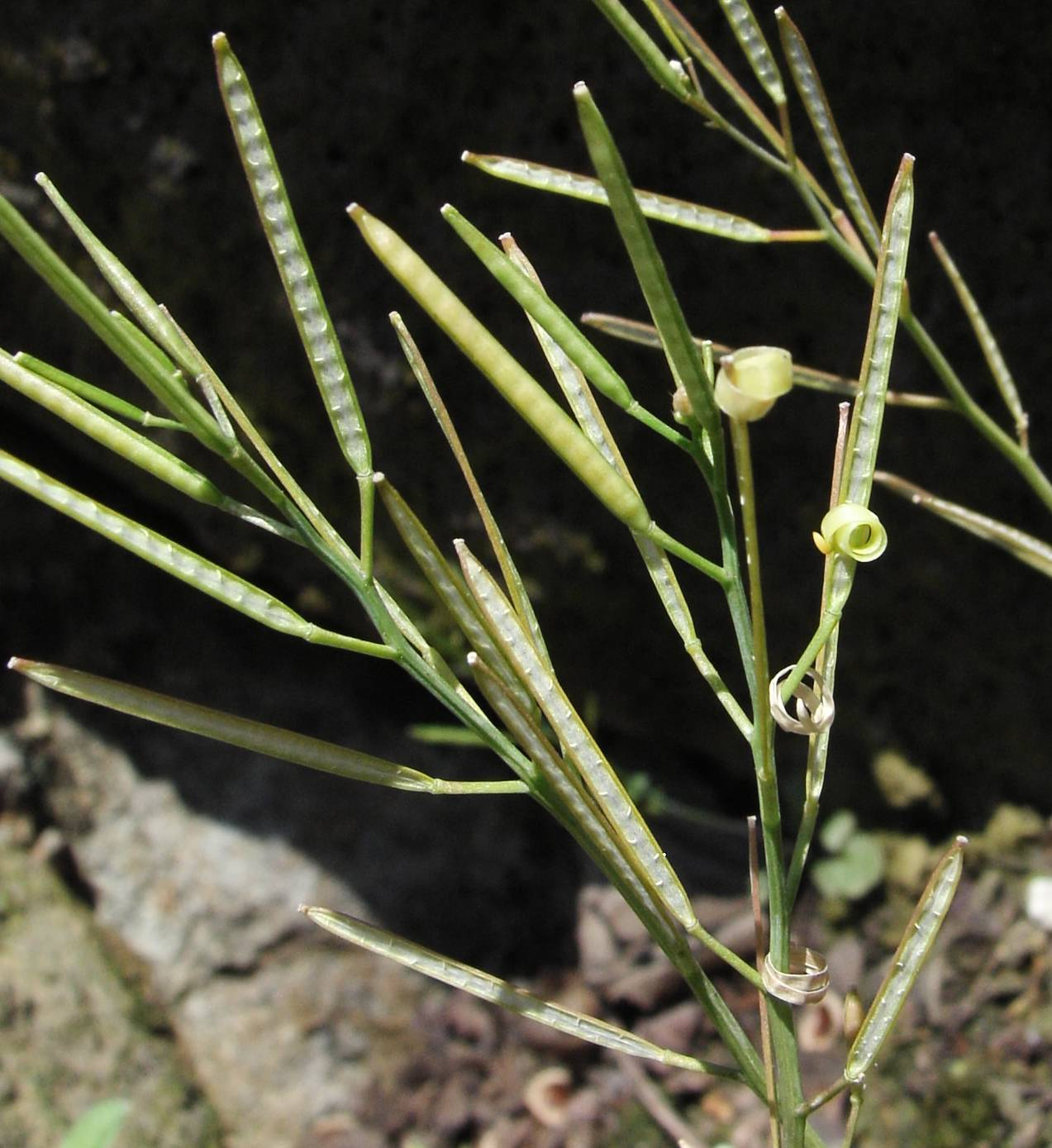
Łuszczyny rzeżuchy niecierpkowej

ŁodygaWzniesiona, pełna.
LiścieLiście odziomkowe tworzą różyczkę. Są pierzastosieczne o owalnych, klapowanych listkach, przy czym szczytowy, nieparzysty listek jest najdłuższy. Liście łodygowe złożone z wydłużonych, lancetowatych listków.
KwiatyBiałe, wyrastające na szczycie łodygi.
OwoceDługie, równowąskie łuszczyny.

## Biologia i ekologia
Hemikryptofit lub terofit. Kwitnie od kwietnia do czerwca. Siedlisko: wilgotne, żyzne gleby, łąki, lasy, rowy, zarośla.  W klasyfikacji zbiorowisk roślinnych gatunek charakterystyczny dla Cl. dla All. Alliarion, Ass. Epilobio-Geranietum robertiani.

## Zmienność
Tworzy mieszańce z rz. włochatą (Cardamine hirsuta).